# Urnknikmos
Urnknikmos (Bryum turbinatum) is een mossoort uit het geslacht knikmos (Bryum). Dit bladmos komt voor op klei en leem.

## Determinatie
Urnknikmos groeit in dichte tot losse, meestal tot 2 cm hoge, vuile tot geelgroene, vaak roodachtige gazons. De slanke, steriele scheuten zijn karakteristiek langwerpig en hebben verre bladeren. De bladeren, die rechtop staan als ze nat zijn en lichtjes gedraaid zijn als ze droog zijn, zijn eivormig-lancetvormig, geleidelijk puntig en heel. Aan de bladvoet loopt het vaag langs de stengel naar beneden (vaak onduidelijk zichtbaar). De roodachtige seta is tot 4 cm lang en draagt een hangende, rijpe gele tot bruinachtige sporenkapsel, die breed cirkelvormig en peervormig is en, wanneer deze droog is, onder de mond ingesnoerd lijkt nadat het operculum eraf is gevallen. Ze zijn meestal overvloedig ontwikkeld in de vroege zomer.
De bladbasale cellen zijn qua kleur niet gedifferentieerd van de andere laminacellen. De hoofdnerf eindigt voor of in de punt van het blad. De laminacellen zijn 70–100 µm lang en 17–21 µm breed. Aan de bladrand zijn ze smaller en langer en vormen een zwakke rand van 1 tot 3 rijen cellen.

## Gelijkende taxa
Het kan verward met de eveneens wijnrood gekleurde en nauw verwante rood knikmos (Bryum pallens). Urnknikmos verschilt vooral door de vlakke bladrand. In tegenstelling tot de sleutel en beschrijving in Touw & Rubers (1989) is de bladrand van zowel rood knikmos als urnknikmos verdikt. 

## Ecologie
Urnknikmos leeft op vochtige tot natte, basisrijke, vaak kalkrijke, lichte tot gedeeltelijk schaduwrijke locaties. Het groeit op leem-, zand-, klei-, veen- of humusrijke grond, en zelden ook op grindrijke grond. Het groeit vooral aan de randen van sloten en vijvers, aan de oevers van waterlichamen, in spleten in natte weilanden, aan de rand van veengaten, in natte kalktufsteen en zelden in voegen en spleten in muren.

## Verspreiding
Het is wijdverspreid in heel Centraal-Europa, maar niet gebruikelijk. Het urnknikmos is een boreaal-montane soort die in veel Europese landen sterk achteruit is gegaan of zelfs geheel verdwenen. In Nederland komt het zeer zeldzaam voor. Het staat op de rode lijst in de categorie 'gevoelig', Oude opgaven in Nederland betreffen Jutphaas (1843, 1900) en Hussenberg bij Geulle (1870, 1880, 1925). In 1971 werd het ontdekt in de kleiputten bij Buren (laatste melding: 1974).

## Foto's

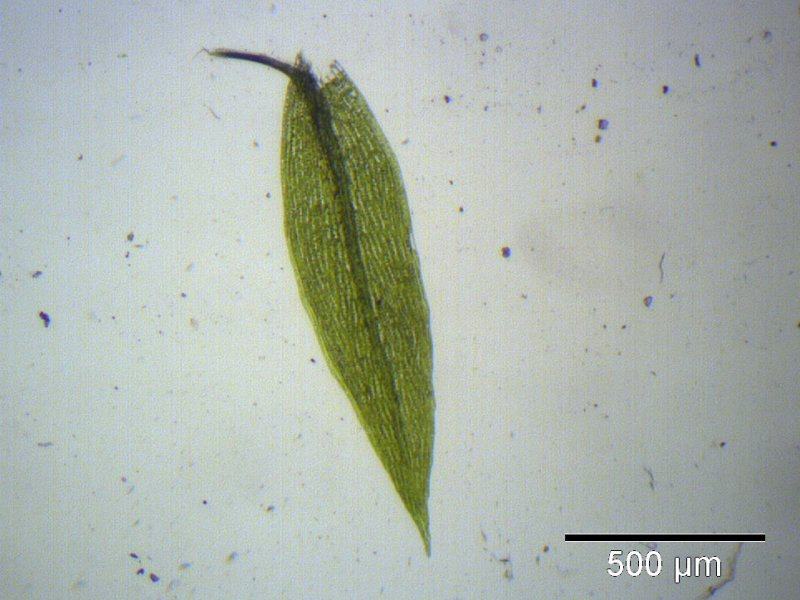
Blad
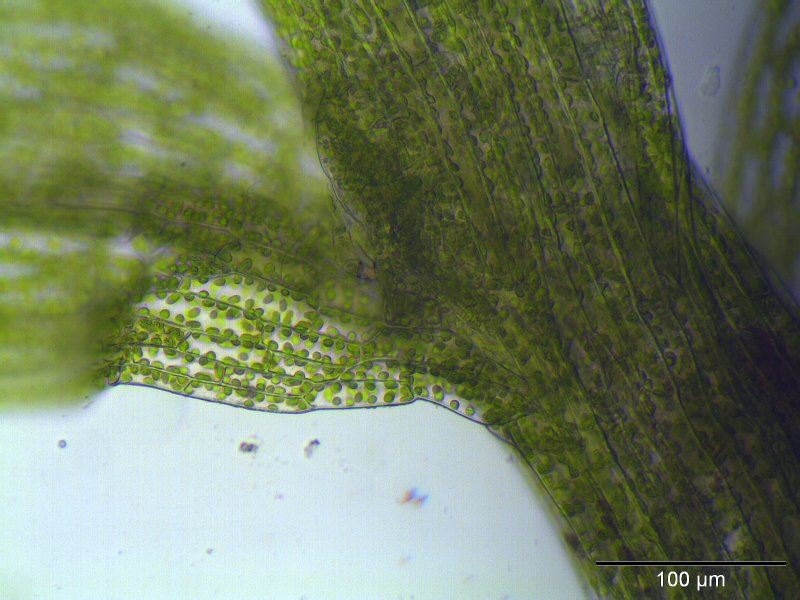
Bladcellen bladvoet